# Жамнов Олексій Юрійович
Олексій Жамнов (рос. Алексей Жамнов; нар. 1 жовтня 1970, Москва) — російський хокеїст, що грав на позиції центрального нападника. Грав за збірні СРСР, СНД та Росії.
Олімпійський чемпіон. Провів понад 800 матчів у Національній хокейній лізі.

## Ігрова кар'єра
Хокейну кар'єру розпочав на батьківщині 1988 року виступами за команду «Динамо» (Москва).
1990 року був обраний на драфті НХЛ під 77-м загальним номером командою «Вінніпег Джетс». 
Протягом професійної клубної ігрової кар'єри, що тривала 15 років, захищав кольори команд «Вінніпег Джетс», «Чикаго Блекгокс», «Філадельфія Флаєрс» та «Бостон Брюїнс».
Загалом провів 842 матчі в НХЛ, включаючи 35 ігор плей-оф Кубка Стенлі.
Був гравцем молодіжної збірної СРСР. Виступав за збірні СРСР, СНД та Росії.

## Нагороди та досягнення
Клубні
- Друга команда всіх зірок НХЛ — 1994/95.
- Учасник матчу усіх зірок НХЛ — 2002.

Збірна
- Олімпійський чемпіон — 1992.
- Срібний призер Олімпійських ігор 1998.
- Бронзовий призер Олімпійських ігор 2002.

## Статистика

### Клубні виступи
| Сезон        | Клуб                 | Ліга         | Регулярний сезон | Регулярний сезон | Регулярний сезон | Регулярний сезон | Регулярний сезон | Плей-оф | Плей-оф | Плей-оф | Плей-оф | Плей-оф |
| Сезон        | Клуб                 | Ліга         | І                | Г                | П                | О                | ШХ               | І       | Г       | П       | О       | ШХ      |
| ------------ | -------------------- | ------------ | ---------------- | ---------------- | ---------------- | ---------------- | ---------------- | ------- | ------- | ------- | ------- | ------- |
| 1988–89      | «Динамо» (Москва)    | СРСР         | 4                | 0                | 0                | 0                | 0                | —       | —       | —       | —       | —       |
| 1989–90      | «Динамо» (Москва)    | СРСР         | 43               | 11               | 6                | 17               | 21               | —       | —       | —       | —       | —       |
| 1990–91      | «Динамо» (Москва)    | СРСР         | 46               | 14               | 12               | 28               | 24               | —       | —       | —       | —       | —       |
| 1991–92      | «Динамо» (Москва)    | СНД          | 39               | 15               | 21               | 36               | 28               | —       | —       | —       | —       | —       |
| 1992–93      | «Вінніпег Джетс»     | НХЛ          | 68               | 25               | 47               | 72               | 58               | 6       | 0       | 2       | 2       | 2       |
| 1993–94      | «Вінніпег Джетс»     | НХЛ          | 61               | 26               | 45               | 71               | 62               | —       | —       | —       | —       | —       |
| 1994–95      | «Вінніпег Джетс»     | НХЛ          | 48               | 30               | 35               | 65               | 20               | —       | —       | —       | —       | —       |
| 1995–96      | «Вінніпег Джетс»     | НХЛ          | 58               | 22               | 37               | 59               | 65               | 6       | 2       | 1       | 3       | 8       |
| 1996–97      | «Чикаго Блекгокс»    | НХЛ          | 74               | 20               | 42               | 62               | 56               | —       | —       | —       | —       | —       |
| 1997–98      | «Чикаго Блекгокс»    | НХЛ          | 70               | 21               | 28               | 49               | 61               | —       | —       | —       | —       | —       |
| 1998–99      | «Чикаго Блекгокс»    | НХЛ          | 76               | 20               | 41               | 61               | 50               | —       | —       | —       | —       | —       |
| 1999–00      | «Чикаго Блекгокс»    | НХЛ          | 71               | 23               | 37               | 60               | 61               | —       | —       | —       | —       | —       |
| 2000–01      | «Чикаго Блекгокс»    | НХЛ          | 63               | 13               | 36               | 49               | 40               | —       | —       | —       | —       | —       |
| 2001–02      | «Чикаго Блекгокс»    | НХЛ          | 77               | 22               | 45               | 67               | 67               | 5       | 0       | 0       | 0       | 0       |
| 2002–03      | «Чикаго Блекгокс»    | НХЛ          | 74               | 15               | 43               | 58               | 70               | —       | —       | —       | —       | —       |
| 2003–04      | «Чикаго Блекгокс»    | НХЛ          | 23               | 6                | 12               | 18               | 14               | —       | —       | —       | —       | —       |
| 2003–04      | «Філадельфія Флаєрс» | НХЛ          | 20               | 5                | 13               | 18               | 14               | 18      | 4       | 10      | 14      | 8       |
| 2004–05      | «Витязь»             | ВХЛ          | 24               | 5                | 22               | 27               | 20               | 14      | 7       | 7       | 14      | 10      |
| 2005–06      | «Бостон Брюїнс»      | НХЛ          | 24               | 1                | 9                | 10               | 30               | —       | —       | —       | —       | —       |
| Усього в НХЛ | Усього в НХЛ         | Усього в НХЛ | 807              | 249              | 470              | 719              | 668              | 35      | 6       | 13      | 19      | 18      |

### Збірна
| Рік              | Команда          | Турнір           | Місце            |    | І  | Г  | П  | О  | ШХ |
| ---------------- | ---------------- | ---------------- | ---------------- | -- | -- | -- | -- | -- | -- |
| 1990             | СРСР             | МЧС              | 2                | 7  | 6  | 1  | 7  | 6  |    |
| 1991             | СРСР             | ЧС               | 3                | 10 | 4  | 5  | 9  | 12 |    |
| 1991             | СРСР             | КК               | 5-е              | 5  | 3  | 0  | 3  | 2  |    |
| 1992             | СНД              | ОІ               | 1                | 8  | 0  | 3  | 3  | 8  |    |
| 1992             | СНД              | ЧС               | 5-е              | 6  | 0  | 0  | 0  | 29 |    |
| 1996             | Росія            | КС               | ПФ               | 4  | 0  | 2  | 2  | 6  |    |
| 1998             | Росія            | ОІ               | 2                | 6  | 2  | 1  | 3  | 2  |    |
| 2000             | Росія            | ЧС               | 11-е             | 5  | 0  | 1  | 1  | 0  |    |
| 2002             | Росія            | ОІ               | 3                | 6  | 1  | 0  | 1  | 4  |    |
| Усього за збірні | Усього за збірні | Усього за збірні | Усього за збірні | 50 | 10 | 12 | 22 | 63 |    |